# 송담
송담 선사(松潭, 박종삼 1927년 9월 19일(음력 8월 24일)~)은 21세기 대한민국의 불교를 대표하는 선승으로 전강선사의 상수제자이다.또한 석가세존 78대 전법제자로 인도 마하가섭으로부터 중국을 거쳐 한국으로 이어지는 세계적인 정통 법맥을 잇고 있다. 19세기 말부터 21세기로 이어지는 한국의 대표적인 선법맥은 경허선사(75대)-만공선사(76대)-전강선사(77대)-송담선사(78대)이다. 송담선사는 10년 묵언을 통해 깨달음을 얻었다하여 일명 묵언 선사로도 불린다. 평생을 은둔 수행자로 살면서 수행의 모범을 보여 한국(대한민국) 모든 불교수행자들의 존경을 받고 있음. 활구참선법을 통해 생활 속의 참선수행을 널리 알림.

## 연표
1927년 9월 19일 출생(음력 8월 24일)
- 1945년 - 전강 스님을 은사로 출가해 전강스님을 계사로 사미계(법호 松潭, 법명 正隱)를 받음
- 1951년 - 나주 다보사에서 전강스님을 계사로 비구계를 받음
- 현 인천용화선원 원장

## 같이 보기
- 테오도르 준 박
- 조사선 (불교)
- 한국 선불교
- 참선
- 활구참선법
- 간화선